# Chiesa Matrice di Barcelos
La Chiesa Matrice di Santa Maria Maggiore di Barcelos (in portoghese: Igreja Matriz de Santa Maria Maior de Barcelos), solitamente chiamata Chiesa Matrice di Barcelos (Igreja Matriz de Barcelos) e nota anche come Parrocchia di Barcelos (Igreja Paroquial de Barcelos) o Collegiata di Barcelos (Colegiada de Barcelos), è la chiesa madre della città di Barcelos, nel distretto di Braga, Portogallo. Ricostruita nel XIV secolo in stile gotico su una precedente base romanica, si trova nel centro storico della città, a breve distanza dal Palazzo dei Conti di Barcelos e dal Pelourinho di Barcelos. È stata dichiarata Monumento Nazionale nel 1927.

## Storia
Non è noto quando il primo edificio originale fu costruito. Nel XIII secolo esisteva già una chiesa parrocchiale a Barcelos nello stesso luogo di quella attuale, costruita in stile romanico e di ottima fattura, come si evince dai resti ritrovati durante il restauro della chiesa. Nel XIV secolo, tra il 1325 e il 1350, per iniziativa di Dom Pietro Alfonso, III conte di Barcelos, l'edificio fu profondamente rimaneggiato secondo gli stilemi gotici. La chiesa fu nuovamente rimaneggiata attorno al 1460, sotto il conte Alfonso I, e una collegiata vi fu istituita nel 1464 dal conte Ferdinando I.
Nel 1495, re Giovanni II del Portogallo designò come priore della collegiata un sacerdote cristiano nuovo, Gil da Costa. Sotto di lui, l'abside originale, di forma semicircolare, fu interamente rifatta con conformazione poligonale, così come il coro e il transetto, che cominciarono ad assumere una pianta più propriamente rettangolare. La volta stellata che copre il soffitto del coro riporta una scritta con la data del 1504 e il nome del priore Gil da Costa, segno che fu probabilmente lui a finanziare il rifacimento del coro.

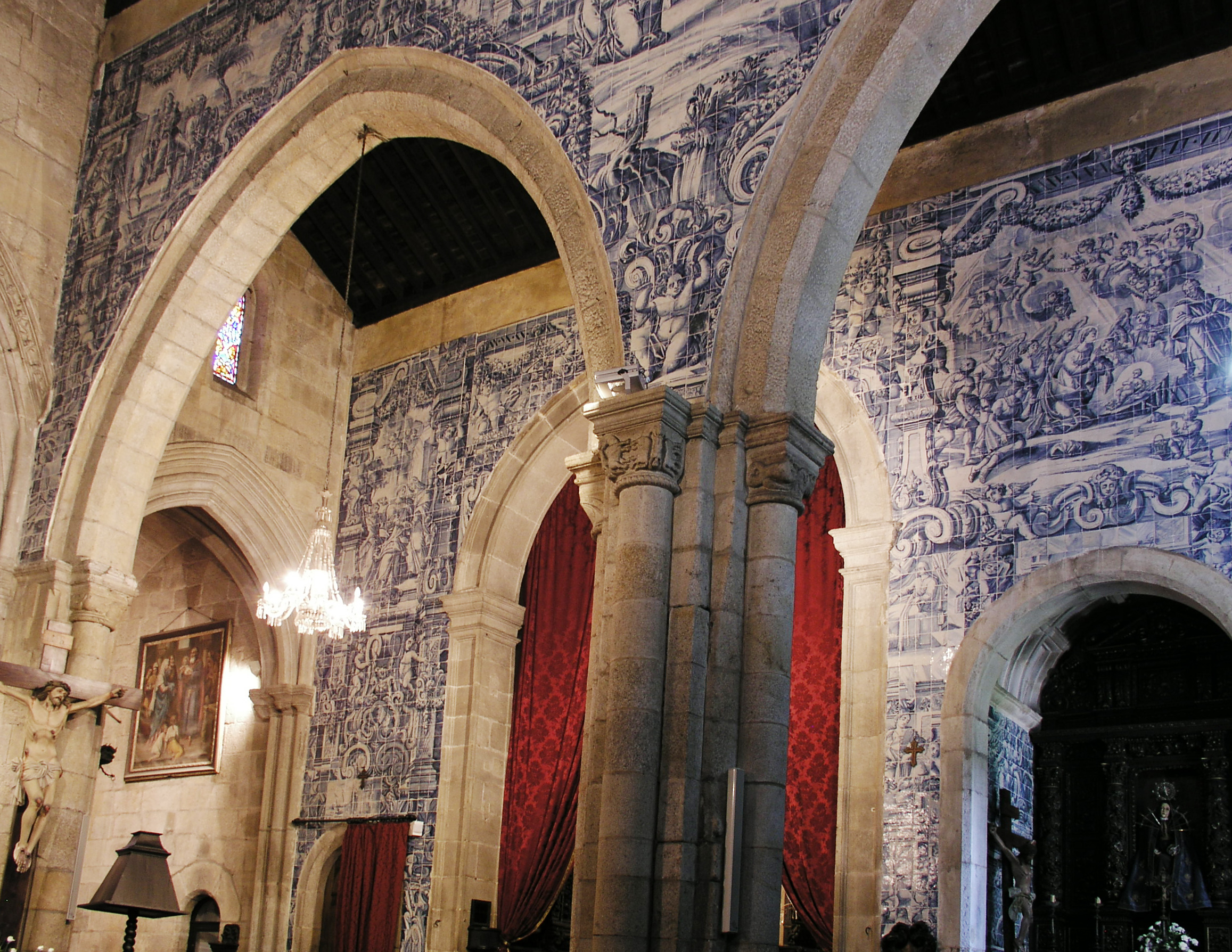
Arcate gotiche decorate con azulejos barocchi

Nel corso del XVI e del XVII secolo, la chiesa fu arricchita di numerose cappelle decorate in diversi stili e di vari monumenti funerari. Nella prima metà del XVIII secolo fu aggiunta l'attuale torre campanaria, costruita usando pietre estratte dal vicino Palazzo dei Conti di Barcelos, e il vecchio rosone gotico della facciata fu rimpiazzato da finestre rettangolari. Nello stesso secolo, la maggior parte degli ambienti interni fu rivestita di piastrelle d'azulejo, commissionate presso le botteghe di Lisbona. Nel 1727 fu installato l'organo, costruito da Fra' Manuel de São Bentoand, con cassa in legno intarsiata realizzata da Miguel Coelho.
Nel 1869, la collegiata di Barcelos fu soppressa. Nella prima metà del XX secolo, la chiesa ha subito un vasto intervento di restauro, volto a ripristinarne il più possibile le caratteristiche originali. Le cappelle dell'abside vennero rifatte in stile neogotico, la parte alta del coro fu rimossa e l'organo fu spostato al posto di un vecchio altare. Sulla facciata principale fu realizzato un nuovo rosone neogotico, eliminando le finestre settecentesche.

## Descrizione

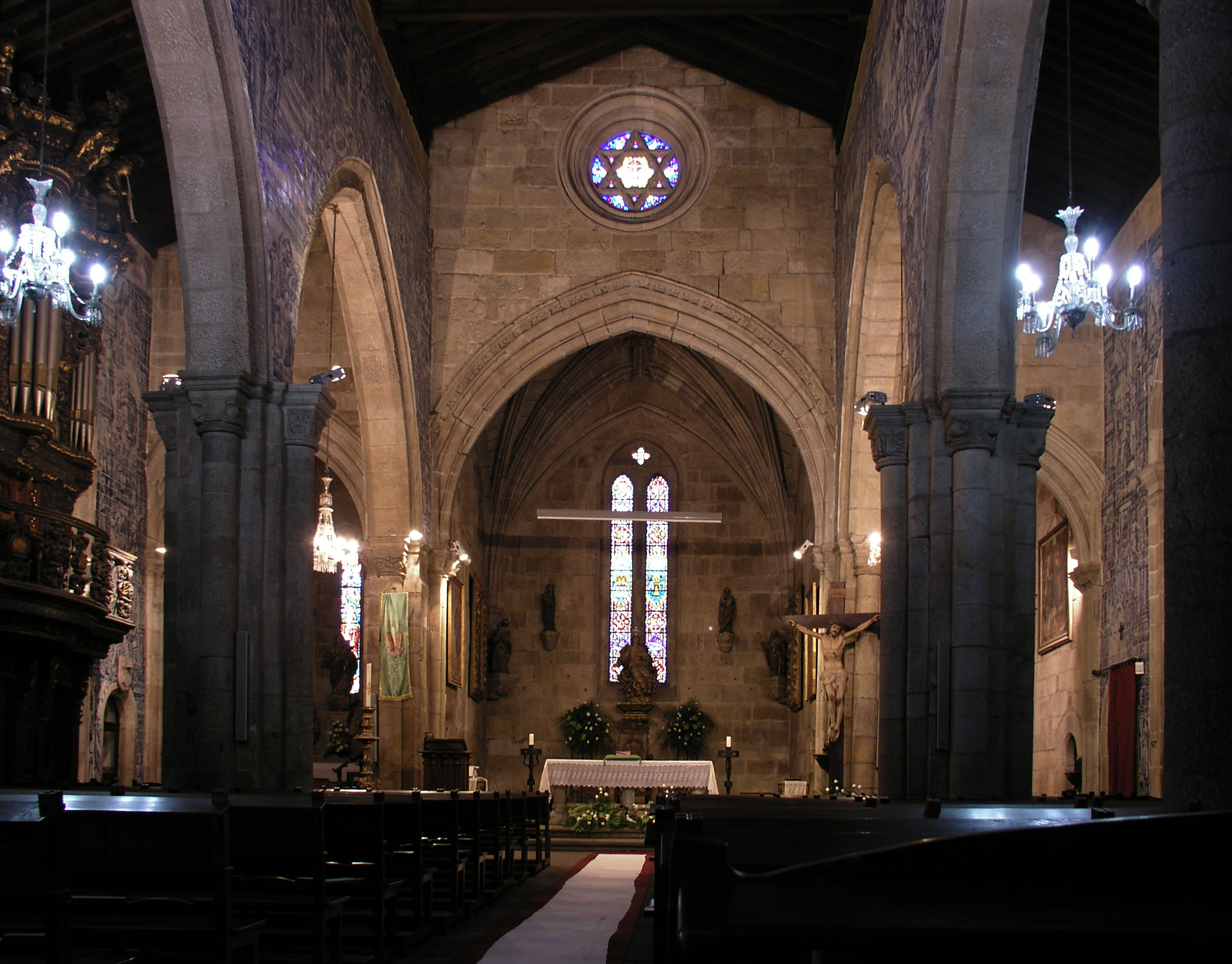
Navata centrale in direzione dell'altare

La Chiesa Matrice di Barcelos ha un profilo molto semplice, e stilisticamente presenta elementi di transizione tra romanico e gotico; questa situazione è in parte frutto del pesante rimaneggiamento avvenuto nel XIV secolo. Elementi più tipicamente romanici sono, per esempio, i pesanti contrafforti che sorreggono la facciata, racchiudendo il portale d'ingresso come un alfiz, o l'assenza del timpano sopra la facciata, mentre elementi gotici sono gli archi a sesto acuto e le decorazioni fitomorfe dei capitelli (dove però convivono anche con motivi animaleschi più tipici del romanico).
Sopra il portale si apre un rosone neogotico, realizzato durante i lavori di restauro del XX secolo, e sulla destra della chiesa si erge il campanile del XVIII secolo. Dal corpo della chiesa vera e propria si dipartono una serie di volumi, corrispondenti alla sagrestia e alle varie cappelle aggiunte nel corso dei secoli. Le tre cappelle in fondo all'edificio hanno un aspetto neogotico, anch'esso frutto del restauro del XX secolo. Sul fianco sinistro si apre una porta secondaria realizzata nel XVII secolo in stile manierista sovrastata da una nicchia.
All'interno, la chiesa è divisa in tre navate, decorate da quattordici pannelli in azulejo azzurro e bianco del XVIII secolo. Una volta i pannelli erano più numerosi, ma alcuni furono rimossi durante il restauro.

## Galleria d'immagini

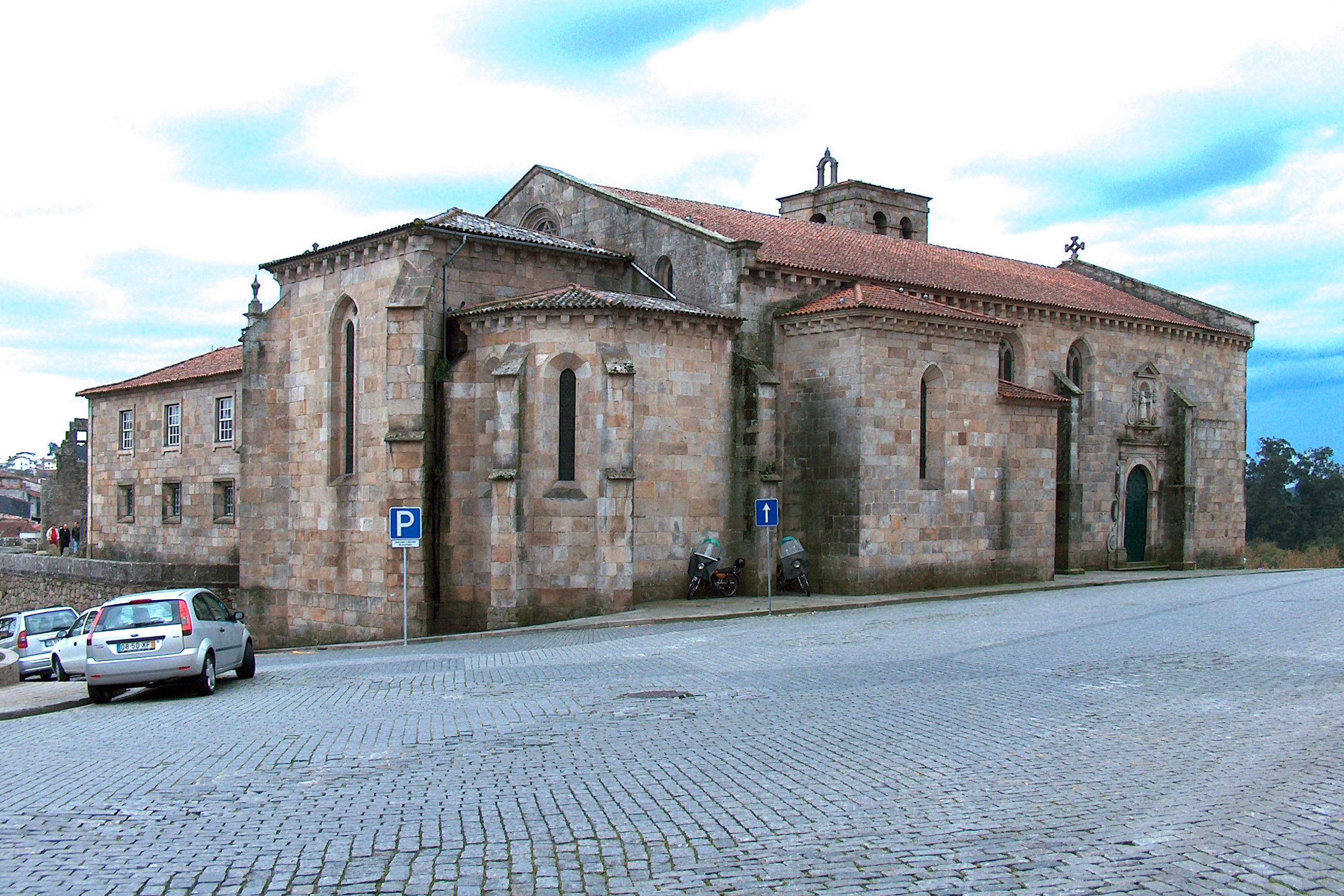
Vista posteriore della chiesa
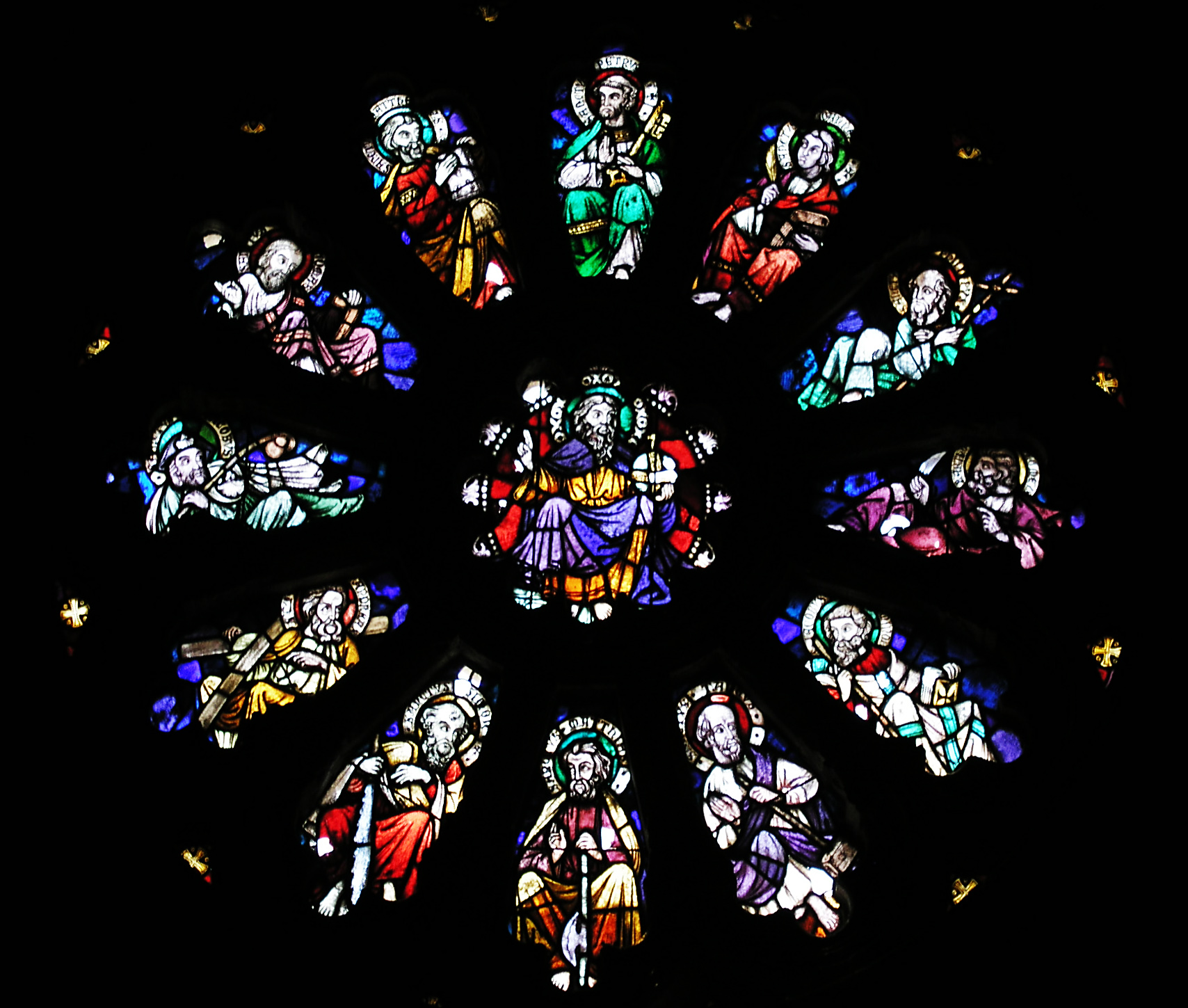
Rosone neogotico
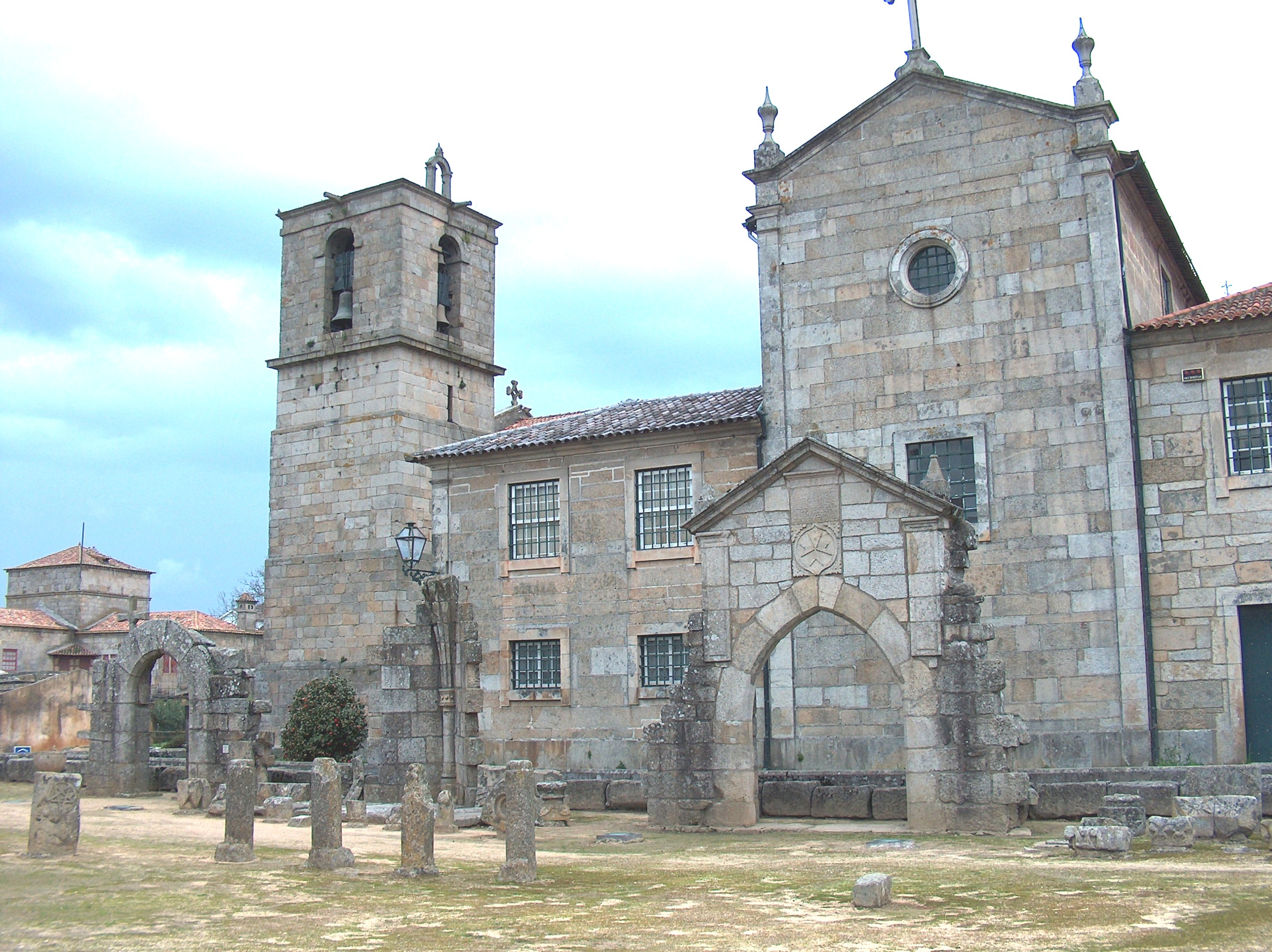
Lato destro della chiesa
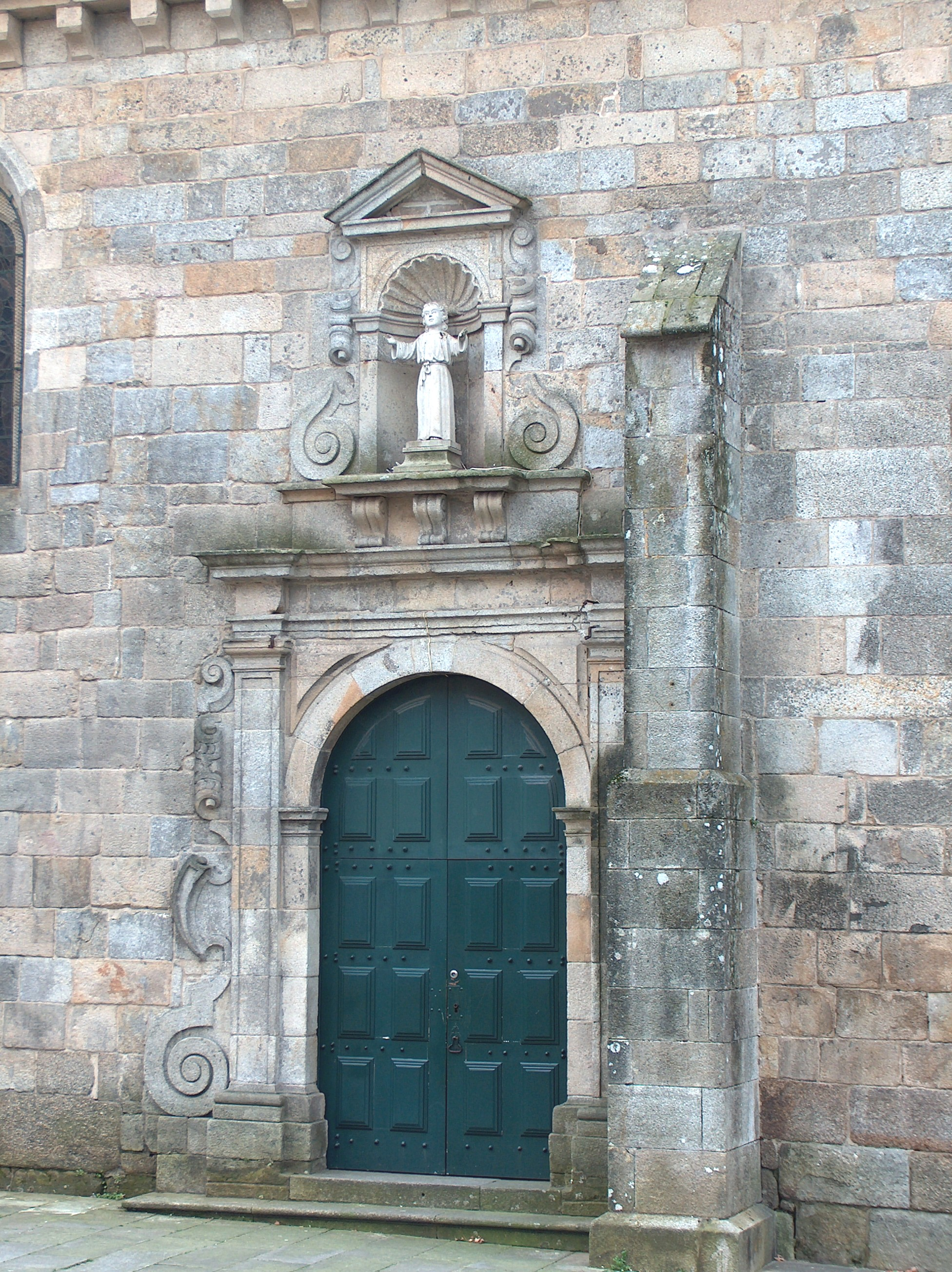
Ingresso laterale in stile manierista